# Occidryas leussleri
Occidryas leussleri är en fjärilsart som beskrevs av Gunder 1927. Occidryas leussleri ingår i släktet Occidryas och familjen praktfjärilar. Inga underarter finns listade i Catalogue of Life.